# Новаке (Војник)
Новаке (словен. Novake) су насељено место у општини Војник, Савињска регија, Словенија.

## Историја
До територијалне реорганизације у Словенији биле су у саставу старе општине Цеље.

## Становништво
У попису становништва из 2011. године, Новаке су имале 105 становника.
| Број становника према пописима | Број становника према пописима | Број становника према пописима |
| ------------------------------ | ------------------------------ | ------------------------------ |
| 1991                           | 2002                           | 2011                           |
| 65                             | 79                             | 105                            |